# 磯秀明
磯 秀明（いそ ひであき、1942年3月25日 - ）は、日本の俳優、声優。舞台芸術学院卒業後、劇団NLT、合同会社現代（旧現代制作舎旧現代人劇場）を経てスターダス・21に所属する。

## 出演

### 映画
- 三月のライオン 監督：矢崎仁司
- ラストシーン 監督：中田秀夫
- 非常ベル
- あげまん[1]
- のんちゃんのり弁

### テレビ
フジテレビ
- 東海テレビ連続ドラマ「さくら心中」第34話
- マルモのおきて（泉三郎）

テレビ朝日
- 日曜ナイトドラマ「Dr.伊良部一郎」第2話
- 相棒season8
- 森村誠一の終着駅シリーズ・死差路
- 男装の麗人
- 僕とスターの99日

テレビ東京
- ルビコンの決断 石川遼を獲得せよ!〜知られざる大逆転 ヨネックスの決断〜

CX
- 天使のお仕事
- 西遊記
- 将太の寿司
- 華の別れ
- 新宿ラブストーリー

TBS
- 新・天までとどけ

TVQ
- あっとほーむ

TX
- キューティーハニー The Live
- 紫陽花殺人事件
- 金沢能登殺人周遊

EX
- 京都お見合いツアー

NTV
- 弁護士 朝日岳之助
- 出戻り弁護士

BS-i
- 弁護士 猪狩文助

### 吹き替え
- 製パン王 キム・タック
- 鉄の王 キム・スロ（我刀干）
- バイブル・コード
- ヒーロー・ウォンテッド（コスモ）
- 朱蒙（ヘボルチャン）

### CM
- 日立建機

### 舞台
- オペレッタ 黄金の雨（ピーチャムカンパニーurban theatre series#2 新宿/タイニイアリス 脚本：清末浩平演出：川口典成）
- マダムグラッセの家（劇団大樹結成15周年記念第11回公演 てあとるらぽう 作：み群杏子（星みずく）演出：平野智子（テアトル・エコー））
- スイートホームズ探偵（作：筒井康隆 演出：川和孝）
- 浮かれる十二人の男（作：筒井康隆 演出：川和孝）
- 浪花の恋唄（作：大西信行 演出：石井ふく子）
- 喧嘩富士（演出：三木のり平）
- 灰神楽三太郎（演出：三木のり平）
- ミュージカル さぶ（作：山本周五郎 演出：藤井つとむ）
- アチャラカ・ブギ（作：品川能正 演出：木場勝己）
- しんしゃく源氏物語（作：榊原正常 演出：原田一樹）
- マリアの首（作：田中千禾夫 演出：上田ボッコ）
- 生きて想いをさしょうより（演出：久世龍之介）
- 紙谷悦子の青春（作：松田正隆 演出：松波喬祐）
- 鉄火三味線
- 雪やこんこん